# Yasamal
Yasamal ist einer der elf Verwaltungsbezirke (rayonlar; sg. rayon) von Baku, Hauptstadt Aserbeidschans. Seit September 2011 befindet sich der Sitz des Verwaltungszentrums von Baku in diesem Bezirk. Der Bürgermeister des Verwaltungsbezirkes ist Zakir Jafarov.

## Geschichte
Der Bezirk wurde 1936 unter dem Namen Oktyabrs gegründet und erhielt 1990 seinen heutigen Namen. Der Bezirk war immer durch eine relativ hohe Kriminalitätsstatistik gekennzeichnet, die meisten Unruhen in Baku nahmen hier ihren Anfang.
Historisch wurde das Gebiet in Yasamal und Yeni Yasamal (Neu Yasamal) unterteilt. In Yeni Yasamal entstanden in den letzten Jahren zahlreiche Hochhäuser.

## Population
Die Einwohnerzahl beträgt 249.300 (Stand: 2021). Nach der Volkszählung von 1989 lebten 220.300 Menschen im Bezirk Yasamal. Laut Statistik vom Januar 2010 betrug die Einwohnerzahl 233.600 und zu Beginn des Jahres 2019 247.600.

## Wirtschaft
Der Bezirk ist führend im Wohnungsbau. Etwa 40 % der im Bau befindlichen Neubauten in Baku befinden sich im in diesem Bezirk.

## Kultur
Im Bezirk befinden sich die Staatliche Universität und die Tezepir-Moschee. Außerdem haben sich zahlreiche kulturelle Einrichtungen etabliert wie drei Museen, acht Bibliotheken, vier Musikschulen, zwei Kulturzentren und eine Kinderphilharmonie. Daneben gibt es auch 28 weiterführende Schulen und vier spezialisierte weiterführende Schulen. Der nach Gazanfar Musabekov benannte ehemalige Park wurde komplett neu gestaltet.

## Sport
Der Bezirk verfügt über eine Vielzahl von Sportstätten und Arenen. Es gibt zwei professionelle Stadien, mehrere Schachclubs, einen Sport- und Ausstellungskomplex sowie Box- und Trainingshallen.

## Verweise
1. ↑  Population by sex, towns and regions, urban settlements at the beginning of the 2021. In: 2_6en.xls (Excel-Datei). The State Statistical Committee of the Republic of Azerbaijan, 2021, abgerufen am 26. Februar 2022 (englisch).
2. ↑  Yasamal rayon İcra Hakimiyyətinin başçısı Əziz Əzizovun növbəti səyyar qəbul-görüşü keçirildi - Xəbərlər - YASAMAL RAYON Icra Hakimiyyəti. Abgerufen am 7. Mai 2019.
3. ↑  Yasamal rayon Heydər Əliyev Mərkəzində “Heydər Əliyev və Azərbaycan tarixi” mövzusunda konfrans keçirildi - Xəbərlər - YASAMAL RAYON Icra Hakimiyyəti. Abgerufen am 7. Mai 2019.
4. ↑  Xəbərlər - YASAMAL RAYON Icra Hakimiyyəti. Abgerufen am 7. Mai 2019.
5. ↑  Anar Samadov (www.anarsamadov.net): Azərbaycanın əhalisi. Abgerufen am 23. Mai 2019 (aserbaidschanisch).
6. ↑  Akademik Zərifə xanım Əliyevanın xatirəsinə həsr olunmuş “Həyat bəxş elə” adlı xeyriyyə tədbiri keçirildi - Xəbərlər - YASAMAL RAYON Icra Hakimiyyəti. Abgerufen am 7. Mai 2019.
7. ↑  Yasamal Rayon İcra Hakimiyyətinin başçısı Əziz Əzizovun Yeni Yasamalda rayon sakinləri ilə görüşü keçirilib - Xəbərlər - YASAMAL RAYON Icra Hakimiyyəti. Abgerufen am 7. Mai 2019.
8. ↑  Çernobıl qəzasının iştirakçıları ilə görüş keçirildi - Xəbərlər - YASAMAL RAYON Icra Hakimiyyəti. Abgerufen am 7. Mai 2019.